# Santa Monica College

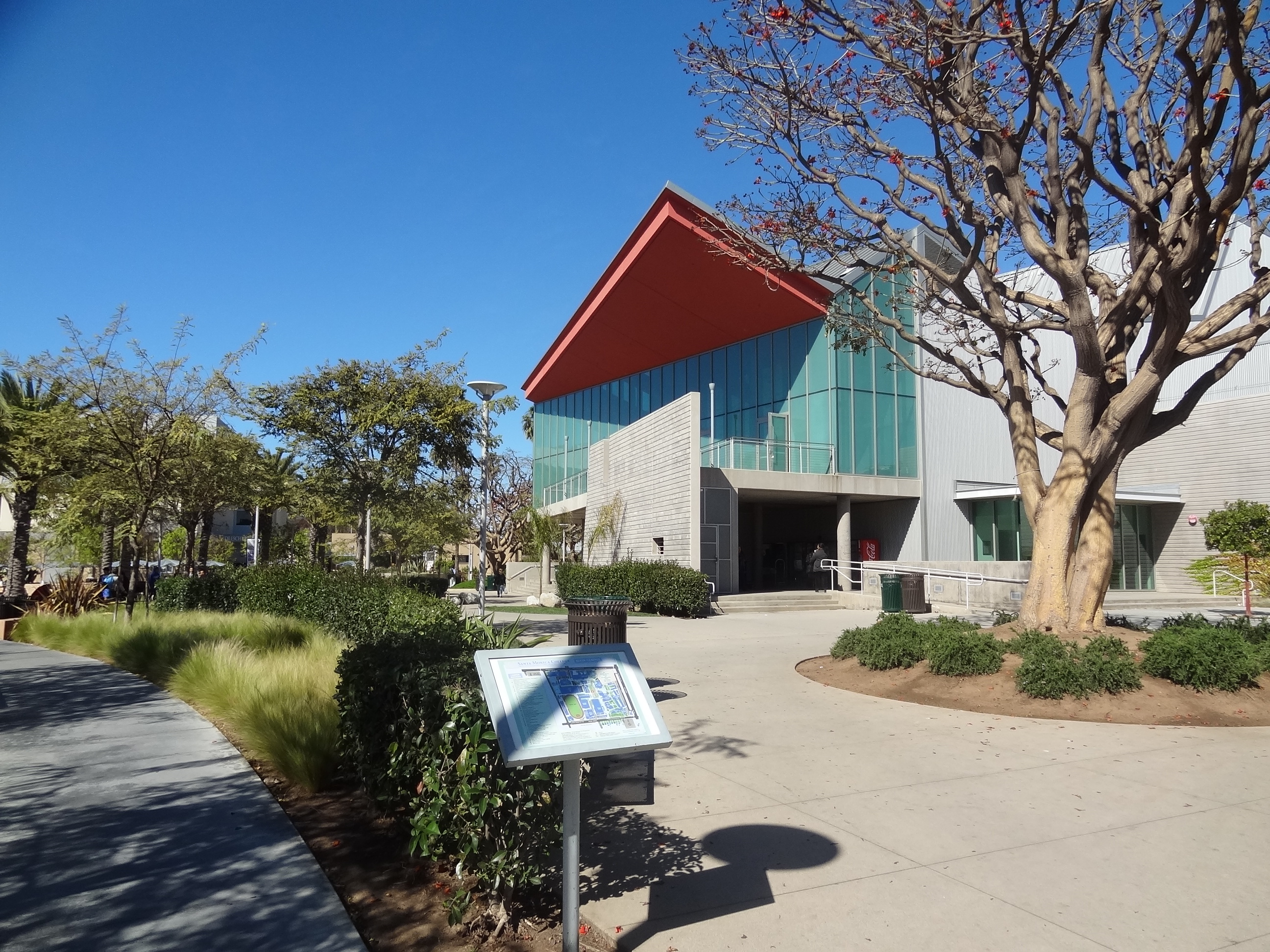
Edificio de Artes Teatrales en Santa Monica College

La Santa Monica College (SMC) es una colegio comunitario que imparte carreras cortas de dos años de duración en Santa Mónica, California. Más de 30.000 estudiantes asisten a SMC. Aproximadamente 3.000 de ellos son estudiantes internacionales, representando a más de 100 países. SMC es la número uno de los colegios comunitarios de enseñanza de dos años en California que transfiere a sus estudiantes a la Universidad de California. 

## Historia
- SMC fue fundada en 1929 bajo el nombre de Santa Monica Junior College.